# Scott Hartnell
Scott Wesley Hartnell (* 18. April 1982 in Regina, Saskatchewan) ist ein ehemaliger kanadischer Eishockeyspieler. Der linke Flügelstürmer bestritt zwischen 2000 und 2018 insgesamt 1348 Spiele für die Nashville Predators, Philadelphia Flyers und Columbus Blue Jackets in der National Hockey League.

## Karriere

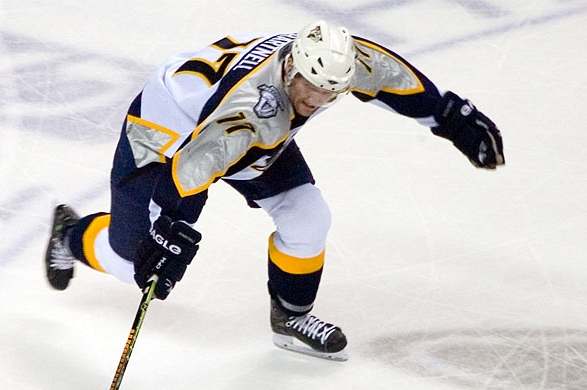
Hartnell im Trikot der Nashville Predators

Der 1,88 m große Stürmer begann seine Karriere bei den Prince Albert Raiders in der kanadischen Juniorenliga Western Hockey League, bevor er beim NHL Entry Draft 2000 als Sechster in der ersten Runde von den Predators ausgewählt (gedraftet) wurde.

### Nashville Predators (2000–2007)
Schon in der Saison 2000/01 gehörte der Linksschütze zum NHL-Kader in Nashville, für die er in seinen ersten 75 Spielen zwei Tore sowie 14 Assists erzielen konnte. Mit seinen damals 18 Jahren war er der jüngste Spieler, der jemals für die Predators bei einem Punktspiel aufgelaufen ist. Auch in den kommenden Spielzeiten gehörte Hartnell zumeist zur vierten Reihe im NHL-Stammkader des Teams. Während der Lockout-Saison 2004/05 stand der Kanadier für den norwegischen UPC-ligaen-Club Vålerenga IF auf dem Eis, mit denen er, zusammen mit weiteren NHL-Spielern wie Chris Mason und Travis Brigley, die norwegische Meisterschaft gewinnen konnte.
Während der Saison 2005/06 erzielte Hartnell mit 25 Toren und 23 Assists und damit 48 Punkten einen neuen persönlichen Rekord, dennoch von seinem Trainer Barry Trotz mehrmals wegen seiner zu geringen Effektivität kritisiert. Scott Hartnell wurde ebenfalls für seine oftmals übertriebene Härte bekannt, mit 101 Strafminuten erhielt er die zweitmeisten Strafen in seinem Team während der Saison 2005/06. Auch in der Saison 2006/07 zog er Kritik wegen seines harten Spiels auf sich. Im ersten Playoffspiel gegen die San Jose Sharks erhielt er eine Spieldauer-Disziplinarstrafe, nachdem sich sein Gegenspieler verletzt hatte und im nächsten Spiel war er in eine Schlägerei verwickelt, weshalb er eine große Strafe und zwei Spieldauer-Disziplinarstrafen erhielt, die am nächsten Tag jedoch wieder zurückgenommen wurden.

### Philadelphia Flyers (2007–2014)
Als zum Ende der Saison der Verkauf der Mannschaft beschlossen wurde, herrschte lange Unklarheit über das verfügbare Budget für die folgende Saison. Im Wissen, dass die Vertragsverlängerung mit Hartnell dadurch sehr schwierig werden würde, transferierten ihn die Predators zu den Philadelphia Flyers, die ihm einen 25,2 Millionen US-Dollar schweren Sechsjahresvertrag gaben. Im Spiel gegen die Atlanta Thrashers im Januar 2007 schoss der Kanadier den 100. Treffer seiner Karriere. Nur zwei Tage später gelang ihm der erste Hattrick seiner Profilaufbahn, so markierte er drei Tore beim 6:2-Erfolg gegen die New York Rangers. In der Saison 2008/09 absolvierte Hartnell seine bis dahin punktbeste Spielzeit, in der er insgesamt 60 Scorerpunkte in 82 NHL-Partien erzielte. Im Dezember 2008 gelangen ihm dabei in zwei Spielen innerhalb von neun Tagen zwei Hattricks.
Die Saison 2009/10 verlief für den Linksschützen weniger erfolgreich, so konnte er lediglich 44 Scorerpunkten in der Hauptrunde erzielen. In den Play-offs steigerte sich Hartnell und war in einer Angriffsformation mit Daniel Brière und Ville Leino maßgeblich am Einzug der Flyers ins Stanley Cup Finale mitbeteiligt. An der Seite von Briere und Leino war präsentierte sich Hartnell auch in der folgenden Saison offensivstark und markierte 24 Tore sowie 25 Torvorlagen. Im Dezember 2011 gelang ihm im Spiel gegen die Washington Capitals sein 200. Torerfolg in der NHL. Die Spielzeit 2001/12 schloss der Kanadier mit insgesamt 37 Ligatreffern ab und erreichte somit eine persönliche Bestmarke innerhalb seiner bisherigen Karriere. In der darauffolgenden Saison konnte er nicht an diese Leistungen anknüpfen und hatte zum Teil mit Verletzungen zu kämpfen, sodass er lediglich 11 Scorerpunkte erzielte und mit den Flyers die Play-offs verpasste.

### Columbus, Rückkehr nach Nashville und Karriereende (2014–2018)
Im Juni 2014 gaben die Flyers Hartnell an die Columbus Blue Jackets ab, die dafür ihrerseits R. J. Umberger und ein Viertrundenwahlrecht für den NHL Entry Draft 2015 nach Philadelphia transferierten. Am 9. Februar 2015 absolvierte der Kanadier sein 1000. Spiel in der NHL. Im Juni 2017 jedoch bezahlten ihm die Blue Jackets seine verbleibenden zwei Vertragsjahre aus (buy-out), sodass er sich fortan als Free Agent auf der Suche nach einem neuen Arbeitgeber befand, den er am 1. Juli 2017 in Form seines Ex-Teams Nashville Predators fand. Dort unterzeichnete er einen Einjahresvertrag, der im Sommer 2018 nicht verlängert wurde.
In der Folge verkündete Hartnell im Oktober 2018 offiziell das Ende seiner aktiven Laufbahn. Insgesamt hat er in der NHL 1348 Spiele bestritten und dabei 754 Scorerpunkte verbucht.

### International
Für die kanadische Eishockeynationalmannschaft stand Scott Hartnell bei der Weltmeisterschaft 2006 auf dem Eis, bei der das Team Canada im Spiel um die Bronzemedaille Finnland mit 0:5 unterlag und somit den vierten Platz belegte.

## Erfolge und Auszeichnungen
| - 2000 Teilnahme am CHL Top Prospects Game - 2002 Teilnahme am NHL YoungStars Game - 2005 Norwegischer Meister mit Vålerenga IF Oslo | - 2005 Wertvollster Spieler der UPC-ligaen-Playoffs - 2012 Teilnahme am NHL All-Star Game |

## Karrierestatistik

### International
Vertrat Kanada bei:
- Weltmeisterschaft 2006

(Legende zur Spielerstatistik: Sp oder GP = absolvierte Spiele; T oder G = erzielte Tore; V oder A = erzielte Assists; Pkt oder Pts = erzielte Scorerpunkte; SM oder PIM = erhaltene Strafminuten; +/− = Plus/Minus-Bilanz; PP = erzielte Überzahltore; SH = erzielte Unterzahltore; GW = erzielte Siegtore; 1 Play-downs/Relegation; Kursiv: Statistik nicht vollständig)